# Kelvin Burt
Kelvin Burt (Birmingham, 7 de setembro de 1967) é um automobilista britânico.
Foi campeão da Fórmula 3 britânica em 1993.